# Arne Larsen (politiker)
 Der er flere personer med dette navn, se Arne Larsen.
Arne Larsen (29. januar 1917 i København – 6. oktober 1989) var en dansk jord- og betonarbejder, politiker og modstandsmand.

## Arbejdsmand og modstandsmand
Han var søn af fabriksarbejder Hans Chr. Larsen og hustru Dagmar Margrethe f. Høegh, tog mellemskoleeksamen fra Kommuneskolen i Nørre Allé 1932, var på Björknäs Folkhögskola ved Stockholm 1937-38 og på Arbejdsteknisk Skole, Statens Arbejdsmandskursus og Teknologisk Instituts kursus for jord- og betonarbejdere 1949-53. 
Arne Larsen arbejdede som bud, arbejdsmand og fabriksarbejder i København 1932-47 og i Randers 1947-51 og var derefter jord- og betonarbejder i København, fra 1953 ved Københavns Sporveje. Han blev vurderingsmand i København 1958. Larsen deltog under besættelsen i forskelligt modstandsarbejde, først i København og siden 1942-45 i Jylland, hvor han blev medlem af den illegale byledelse af modstandsbevægelsen i Randers.

## Politisk karriere
Larsen var medlem af Arbejdsmændenes Fagforenings bestyrelse i Randers 1948-51 og arbejdede politisk inden for Danmarks Kommunistiske Ungdom og Danmarks Kommunistiske Parti 1933-58. 1958 blev han medlem af det forberedende arbejdsudvalg for Socialistisk Folkeparti og året efter medlem af dette partis første hovedbestyrelse. Larsen sad i Folketinget 1960-73 (valgt i 19. kreds København 1960-71, i 14. kreds Enghavekredsen 1971-73) og var sekretær i Folketinget 1966-73. Fra 1972 var han statsrevisor.